# Totally Accurate Battle Simulator
Totally Accurate Battle Simulator, parfois abrégé TABS, est un jeu vidéo de simulation de bataille basé sur une physique ragdoll, développé par le studio suédois Landfall, et sorti en accès anticipé le 1er avril 2019 sur Steam.

## Système de jeu
Le jeu met à disposition un certain nombre d'unités rassemblées dans diverses factions thématiques, notamment les Vikings, la piraterie, ou la Renaissance et même une faction spéciale Halloween. Une faction secrète est également intégrée au jeu. Le fonctionnement de la faction secrète est un peu spécial, ses unités se débloquent contrairement aux autres factions qui disposent déjà de leurs propres unités. Pour débloquer les unités secrètes il faut passer en vue contextuelle et trouver des objets insolites (qui sont généralement leurs armes ou une partie de leurs corps) dans le paysage, il faudra ensuite s'en approcher en les regardant pour les débloquer. Le jeu dispose également d'un "Units Creator" (en français : créateur d'unités) qui, comme son nom l'indique, sert à créer ses propres unités. Les unités valent plus ou moins de points en fonction de leur puissance. Face à l'armée ennemie, le joueur doit concevoir la sienne en choisissant et plaçant ses unités avec logique et, avec un budget limité. Une fois la bataille lancée, le joueur peut l'observer en déplaçant la caméra sur le terrain. Elle se termine lorsque toutes les unités d'une équipe ont été éliminées mais avec les dernières mises à jours, le joueur peut créer des niveaux à objectifs différents (survivre pendant un certain temps ou battre une certaine unités) dans le mode Sandbox (bac à sable (voir paragraphe suivant)). Le joueur peut également prendre le contrôle d'une unité à la fois. N'importe quelle unité peut être contrôlée. Des mises à jour sont régulièrement ajoutées.
Le jeu dispose par ailleurs d'un mode bac à sable où le joueur place les unités des deux côtés, sans limite de budget. Avec les dernières mises à jour, une limite qui s'élève à 30 unités a été ajoutée. Cette limite peut être enlevée dans les options. Chaque faction dispose d'une ou plusieurs map selon leurs thèmes. Des cartes simulation ont également été ajoutés avec les dernières mises à jour.
Il y a également deux factions et cartes secrètes dont le fonctionnement est compliqué. On doit, dans l'ordre, trouver le portail qui mène à la carte secrète et ensuite trouver les unités secrètes qui s'y situent sur le même principe que les unités secrètes "classiques".

## Développement
Totally Accurate Battle Simulator sort en accès anticipé sur Steam le 1er avril 2019. Des mises à jour ajoutant du contenu sont depuis régulièrement publiées. Lors de l'E3 2019, Microsoft annonce que le jeu sera disponible sur Xbox One dans le Xbox Game Pass. Le jeu sort sur Nintendo Switch le 3 novembre 2022.